# Перельройзен, Михаил Петрович
Михаил Петрович Перельройзен (24 августа 1947, Сороки, Молдавская ССР — 11 сентября 2021, Новосибирск) — советский и российский физик. Кандидат физико-математических наук, лауреат Государственной премии СССР в области науки и техники (1985).

## Биография
После окончания средней школы имени А. С. Пушкина в Сороках (1965) продолжил обучение на физическом факультете Новосибирского университета. Учился в аспирантуре в Новосибирском институте органической химии Сибирского отделения АН СССР (НИОХ), где в 1983 году защитил диссертацию кандидата физико-математических наук по теме «Исследование обратимости перехода спираль-клубок в ДНК» и продолжил работать научным сотрудником. В 1991 году был одним из организаторов негосударственного коммерческого учреждения в Новосибирске — Института хроматографии «ЭкоНова», специализирующейся на производстве оборудования для жидкостной хроматографии. Впоследствии стал генеральным директором этого предприятия.
Основные научные труды в области хроматографии. В 1985 году в составе группы учёных, занимавшихся разработкой метода микроколоночной жидкостной хроматографии, был удостоен Государственной премии СССР. На основе этих работ был разработан и внедрён в производство микроколоночный жидкостный хроматограф «ОБЬ-4» (Милихром). В 1990-е годы организовал разработку и промышленное производство портативного жидкостного микроколоночного хроматографа «Милихром А-02».
Скончался 11 сентября 2021 года. Похоронен на Южном кладбище Новосибирска.

## Семья
- Родители — Пётр Моисеевич Перельройзен (1910—1983) и Полина Давидовна Перельройзен (1911—1980), учительница немецкого языка[12].

## Публикации
- Baram G. I., Grachev M. A., Komarova N. I., Perelroyzen M. P., Bolvanov Yu. A., Kuzmin S. V., Kargaltsev V. V., Kuper E. A. Micro-column liquid chromatography with multi-wavelength photometric detection. J. Chromatogr., 1983, V. 264, p. 69—90.
- Kalambet Yu. A., Kozmin Yu. P., Perelroysen M. P. Computer spectrochromatography. Principles and practice of multi-channel chromatographic data processing. J. Chromatogr., 1991, V. 542, pp. 247—261.